# ザカリー・タイ・ブライアン
ザカリー・タイラー・ブライアン（Zachery Tyler Bryan, 1981年10月9日 - ）は、アメリカ合衆国コロラド州出身の俳優、映画監督。
アメリカのホームコメディのリフォームでブラッド・テイラー役と、True Heart （1999）およびワイルドスピードX東京ドリフト（2006）での映画出演で最もよく知られているアメリカの俳優兼映画プロデューサー。

## 来歴
1981年10月9日、コロラド州オーロラで生まれる。

## 私生活
2007年、ラ・カニャーダ高校在学中に出会ったカーリー・マトロスと結婚。2014年に生まれた双子の女の子（テイラー・シモーネ・ブライアンとジェマ・レイ・ブライアン）と2016年に生まれたヨルダン・ニコール・ブライアンの父親。2019年3月18日、ブライアンは息子のピアス・アレクサンダー・ブライアンの誕生を発表した。
ブライアンのいとこには元NFLクォーターバックのブレイディ・クインがいる。 
妻のカーリー・マトロスと別れた2週間後、ブライアンは重罪の絞殺、4度の暴行の微罪処分、警察報告時の妨害罪で拘束されている。2020年10月16日にオレゴン州ユージーンで暴行容疑で逮捕。彼のアパートで現在のガールフレンドと口論になり明確な暴行を働くことになる。

## 出演映画
- ワイルド・スピードX3 TOKYO DRIFT（2006年） - クレイ役
- レイク・フィアー（英語版）（2000年）
- ウォー・オブ・ザ・ゴット
- キャリー2